# アウグスト・フォン・フリゲリ
アウグスト・フォン・フリゲリ（August von Fligely、1810年9月26日 - 1879年4月12日）は、オーストリア人の地図学者、地図製作者。

## 生涯
1810年9月26日、ワルシャワ公国 ガリツィア のジャヌフ・ルベルスキに生まれる。ウィーナー・ノイシュタットの軍学校に入学後、1836年からウィーンで主計総監として働く。1853年には軍事地理学の分野における執行役員となり、1865年に中将となる。子午線弧測定法の第一人者の一人であり、王領ハンガリーおよびトランシルヴァニア公国の三角測量技術の発展に大きく貢献した。1872年に第一線を退き、1879年4月12日、オーストリア＝ハンガリー帝国 ウィーンにて死去。
ヨーロッパ最北端のフリゲリ岬はフリゲリの名を冠して、命名された。